# Luciano Galletti
Luciano Martín Galleti (La Plata, 9 april 1980) is een Argentijns voormalig voetballer. Hij speelde dertien interlands voor het Argentijns voetbalelftal. Hij beschikt eveneens over de Italiaanse nationaliteit.

## Clubcarrière
Galleti debuteert in het seizoen 1997/98 bij Estudiantes de La Plata in de Argentijnse voetbalcompetitie. Hij komt twee seizoenen uit voor de club uit zijn geboorteplaats en vertrekt dan naar het Italiaanse Parma FC. De speler komt hier niet aan spelen toen waarna hij wordt uitgeleend aan SSC Napoli wat dan in de Serie B speelt. De speler vertrekt vervolgens weer terug naar Argentinië om voor zijn oude club uit te komen. Na een jaar wordt hij voor het seizoen 2001/02 aangetrokken door het Spaanse Real Zaragoza wat dan uitkomt in de Spaanse Primera División, maar al in het eerste jaar van de speler degradeert. In het seizoen 2003/04 keert de club weer terug op het hoogste niveau en wint Galleti met de club zelfs de Copa del Rey. In de finale tegen Real Madrid neemt hij in de verlenging het winnende doelpunt voor zijn rekening. Voor het seizoen 2005/06 wordt de speler aangetrokken door Atlético Madrid. De speler speelt meestal bij gratie van sterspeler Maxi Rodríguez als deze afwezig is, hij is namelijk de eerste keus op de rechterflank van de Madrileense club. Uiteindelijk besluit Galletti in 2007 te vertrekken naar Olympiakos Piraeus.

## Interlandcarrière
Galleti is meerdere malen geselecteerd voor Argentinië. In totaal speelde hij dertien officiële interlands voor zijn vaderland. Hij nam deel aan de strijd om de Confederations Cup van 2005 in Duitsland.
| Interlands van Luciano Galletti voor Argentinië | Interlands van Luciano Galletti voor Argentinië | Interlands van Luciano Galletti voor Argentinië | Interlands van Luciano Galletti voor Argentinië | Interlands van Luciano Galletti voor Argentinië | Interlands van Luciano Galletti voor Argentinië |
| №                                               | Datum                                           | Wedstrijd                                       | Uitslag                                         | Competitie                                      | Goals                                           |
| ----------------------------------------------- | ----------------------------------------------- | ----------------------------------------------- | ----------------------------------------------- | ----------------------------------------------- | ----------------------------------------------- |
| 1                                               | 20.12.2000                                      | Argentinië – Mexico                             | 2 – 0                                           | Vriendschappelijk                               |                                                 |
| 2                                               | 13.02.2002                                      | Wales – Argentinië                              | 1 – 1                                           | Vriendschappelijk                               |                                                 |
| 3                                               | 30.04.2003                                      | Libië – Argentinië                              | 1 – 3                                           | Vriendschappelijk                               |                                                 |
| 4                                               | 08.06.2003                                      | Japan – Argentinië                              | 1 – 4                                           | Kirin Cup                                       |                                                 |
| 5                                               | 11.06.2003                                      | Zuid-Korea – Argentinië                         | 0 – 1                                           | Vriendschappelijk                               |                                                 |
| 6                                               | 18.08.2004                                      | Japan – Argentinië                              | 1 – 2                                           | Vriendschappelijk                               |                                                 |
| 7                                               | 09.02.2005                                      | Duitsland – Argentinië                          | 2 – 2                                           | Vriendschappelijk                               |                                                 |
| 8                                               | 26.03.2005                                      | Bolivia – Argentinië                            | 1 – 2                                           | WK-kwalificatie                                 | Goal                                            |
| 9                                               | 30.03.2005                                      | Argentinië – Colombia                           | 1 – 0                                           | WK-kwalificatie                                 |                                                 |
| 10                                              | 04.06.2005                                      | Ecuador – Argentinië                            | 2 – 0                                           | WK-kwalificatie                                 |                                                 |
| 11                                              | 15.06.2005                                      | Argentinië – Tunesië                            | 2 – 1                                           | Confederations Cup                              |                                                 |
| 12                                              | 26.06.2005                                      | Mexico – Argentinië                             | 1 – 1                                           | Confederations Cup                              |                                                 |
| 13                                              | 29.06.2005                                      | Brazilië – Argentinië                           | 4 – 1                                           | Confederations Cup                              |                                                 |

## Clubstatistieken
| seizoen | club                    | land                 | competitie         | duels | goals |
| ------- | ----------------------- | -------------------- | ------------------ | ----- | ----- |
| 1997/98 | Estudiantes de La Plata | Vlag van Argentinië  | Primera División   | 12    | 1     |
| 1998/99 | Estudiantes de La Plata | Vlag van Argentinië  | Primera División   | 23    | 1     |
| 1999/00 | Parma FC                | Vlag van Italië      | Serie A            | 0     | 0     |
| 1999/00 | SSC Napoli              | Vlag van Italië      | Serie B            | 11    | 2     |
| 2000/01 | Estudiantes de La Plata | Vlag van Argentinië  | Primera División   | 28    | 9     |
| 2001/02 | Real Zaragoza           | Vlag van Spanje      | Primera División   | 26    | 2     |
| 2002/03 | Real Zaragoza           | Vlag van Spanje      | Segunda División A | 37    | 8     |
| 2003/04 | Real Zaragoza           | Vlag van Spanje      | Primera División   | 34    | 3     |
| 2004/05 | Real Zaragoza           | Vlag van Spanje      | Primera División   | 37    | 2     |
| 2005/06 | Atlético Madrid         | Vlag van Spanje      | Primera División   | 26    | 1     |
| 2006/07 | Atlético Madrid         | Vlag van Spanje      | Primera División   | 35    | 4     |
| 2007/08 | Olympiakos Piraeus      | Vlag van Griekenland | Alpha Ethniki      | 24    | 3     |
| 2008/09 | Olympiakos Piraeus      | Vlag van Griekenland | Alpha Ethniki      | 27    | 14    |
| 2009/10 | Olympiakos Piraeus      | Vlag van Griekenland | Alpha Ethniki      | 9     | 2     |
| Totaal  | Totaal                  | Totaal               | Totaal             | 332   | 52    |

1 Franco ·
2 Samuel ·
3 Sorín  ·
4 Zanetti ·
5 Cambiasso ·
6 Heinze ·
7 Tévez ·
8 Riquelme ·
9 Saviola ·
10 Aimar ·
11 Delgado ·
12 Lux ·
13 G. Rodríguez ·
14 Milito ·
15 Placente ·
16 Coloccini ·
17 Bernardi ·
18 Santana ·
19 M. Rodríguez ·
20 Demichelis ·
21 Figueroa ·
22 Galletti ·
23 Caballero ·
Coach: Pékerman